# Geldersekade
Le Geldersekade (« quai du Gueldre » en français) est le nom d'une rue et un canal secondaire qui relie le Nieuwmarkt et le Prins Hendrikkade au nord de l'arrondissement Centrum de la ville d'Amsterdam aux Pays-Bas. 
Situé dans le quartier chinois de la ville, il constitue également la frontière est de De Wallen. Il fut creusé à la fin du XVe siècle à partir de la porte Saint-Antoine (Sint-Antoniespoort, devenue le Waag) en direction du nord. Avec le Kloveniersburgwal (situé de l'autre côté du Nieuwmarkt) et le Singel, le Kloveniersburgwal formait le canal d'enceinte de la ville, jusqu'à la construction du « Nouveau Canal » (Nieuwe Gracht) devenu l'Oudeschans.

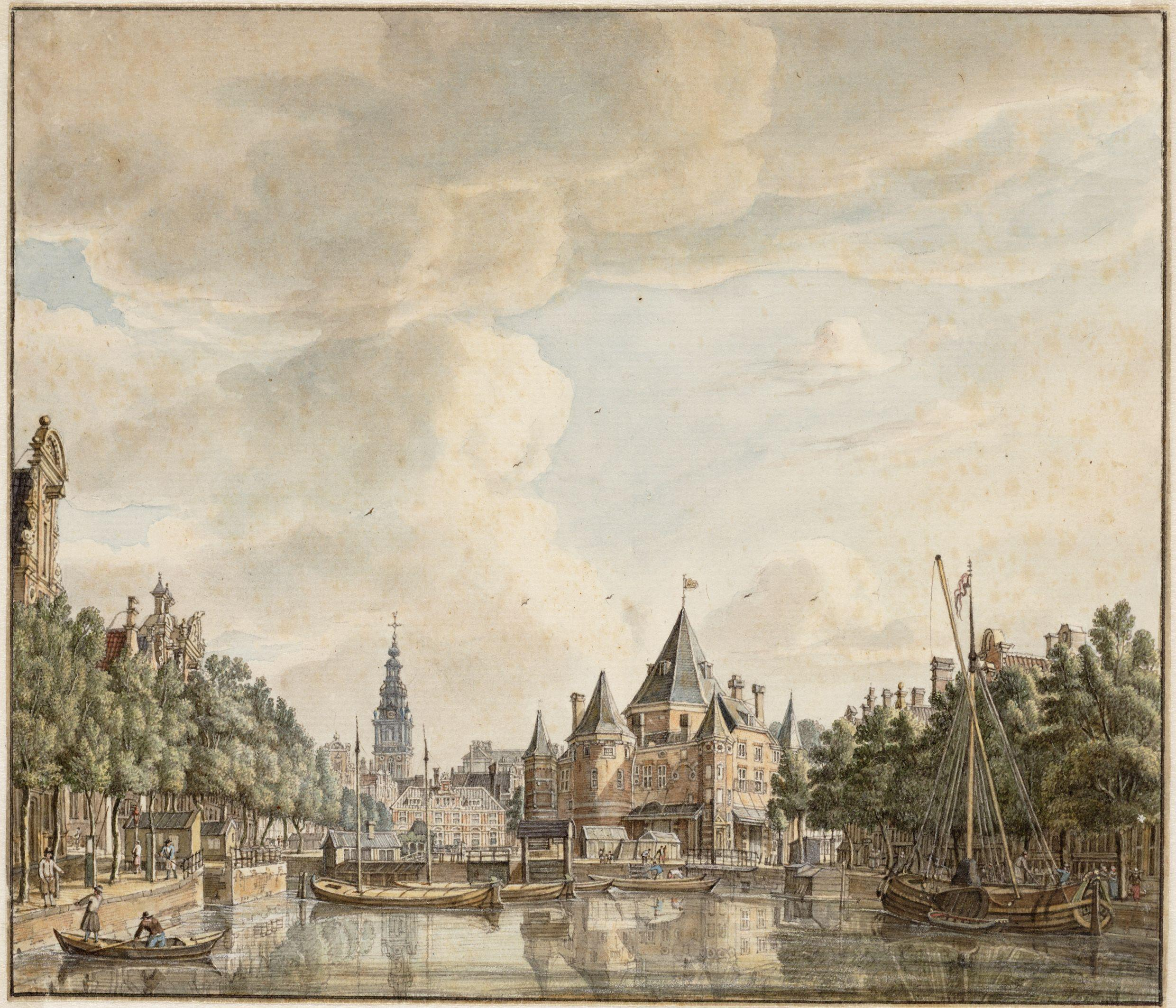
Le canal donnant vers la porte Saint-Antoine (XVIIIe siècle)
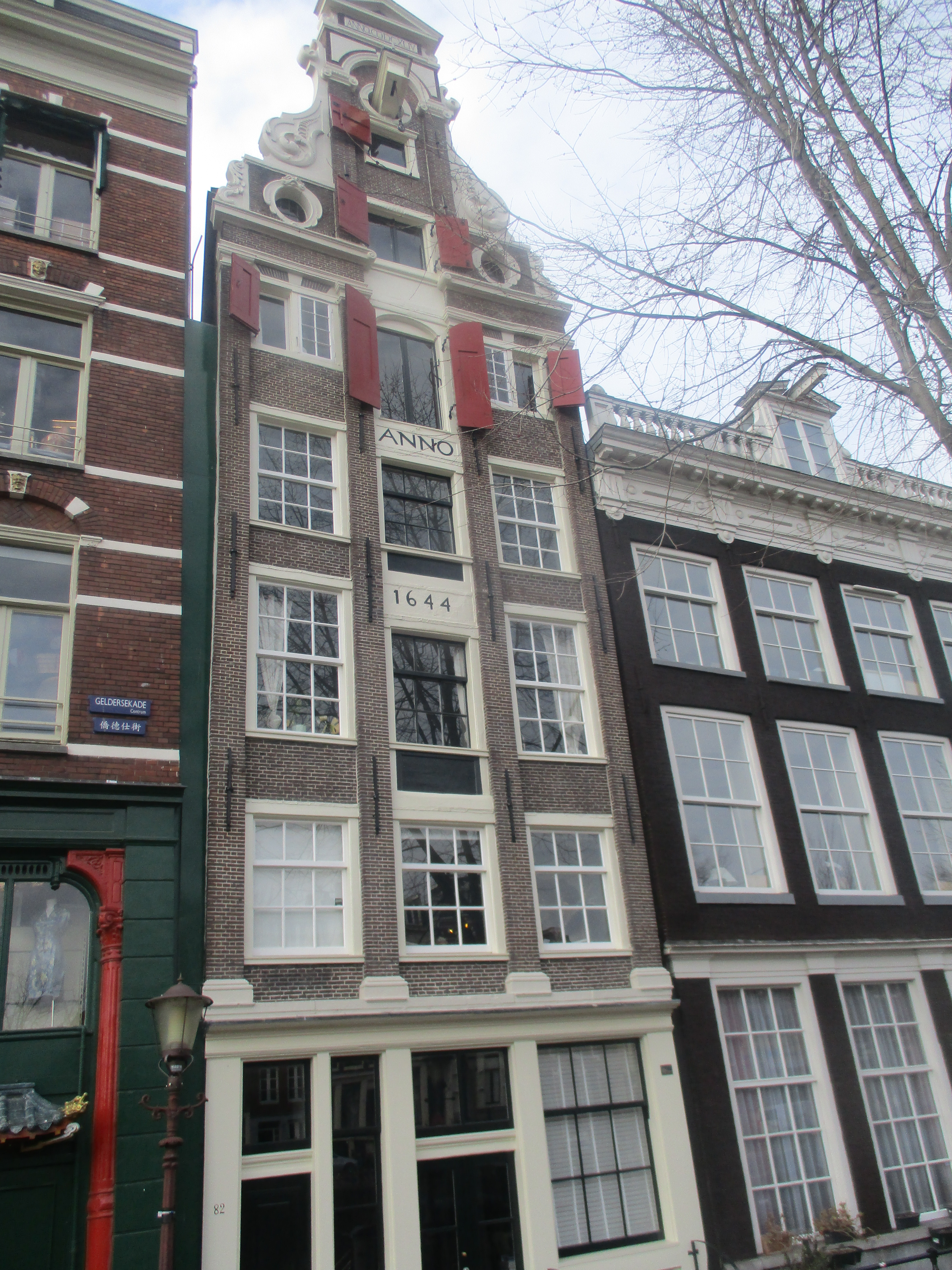
Façade datant de 1644 au n° 82
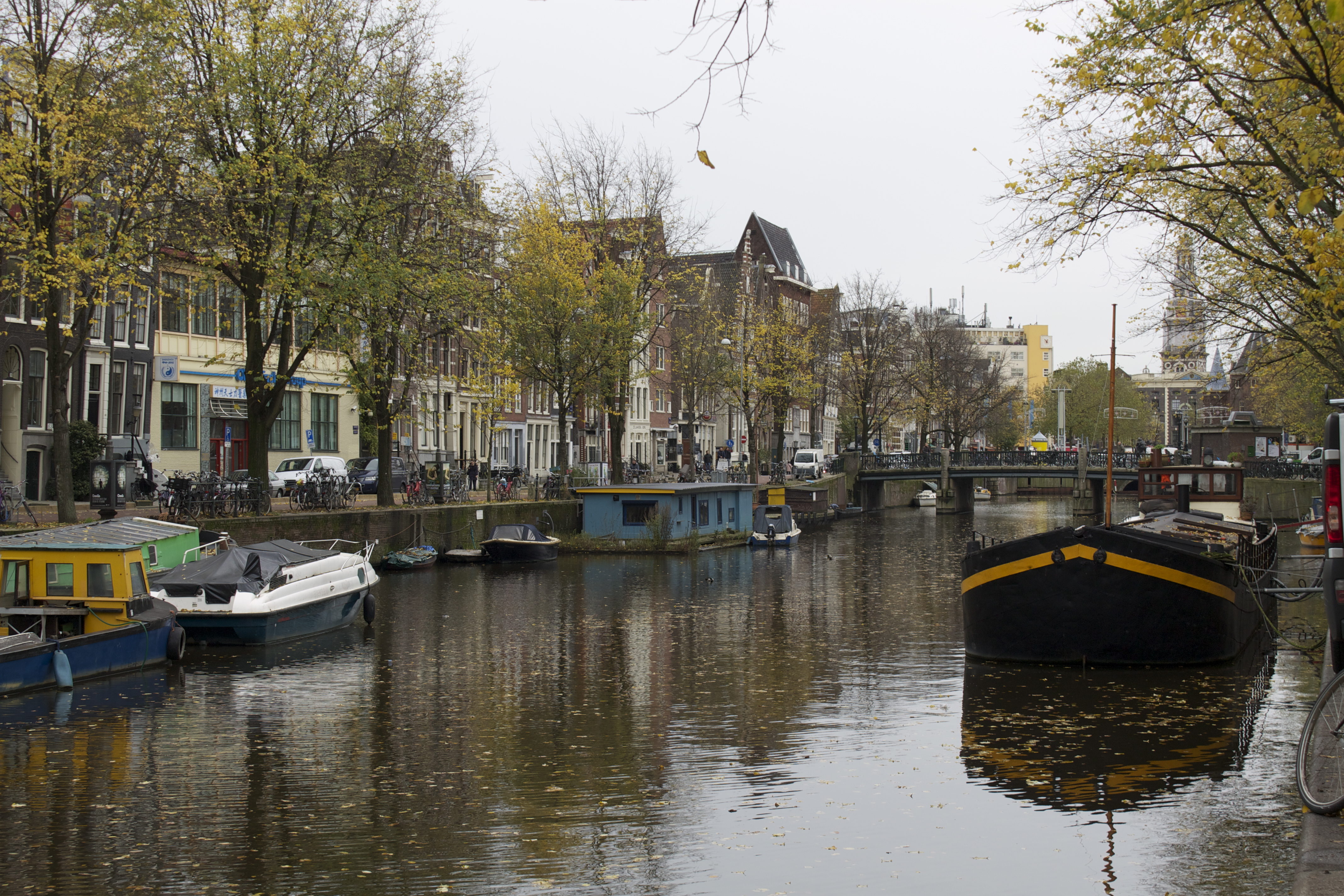
Vue du canal en novembre